# 边条翼
边条翼（英語：Strake）通常是一种依附于飞机机身或机翼，通过控制气流或增加稳定性来提升飞行性能和空气动力的小型机翼。与翼尖小翼不同，通常来说，边条翼呈沿机身方向的长形。

## 机鼻边条翼

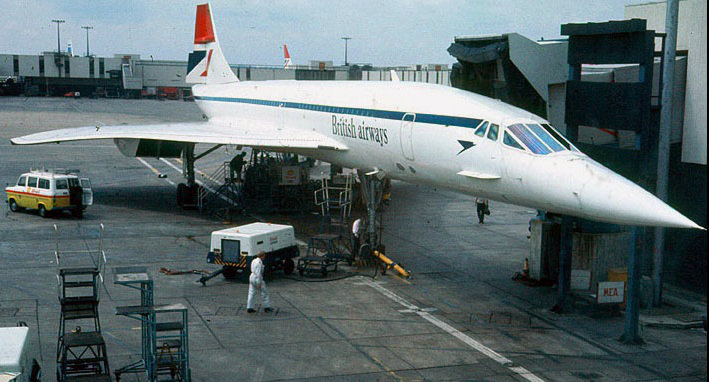
一架英国航空的协和式客机停靠在伦敦希思罗机场, 摄于1980年代，可以清晰地看到驾驶舱右侧机身上的边条翼

在超音速客机上，机鼻边条翼常被设计在机鼻略靠后的地方，来控制大攻角时贴近机身的气流。著名的协和式客机在其驾驶舱两侧的机身上，就各装有一付边条翼来增加其稳定性。

## 机翼边条翼

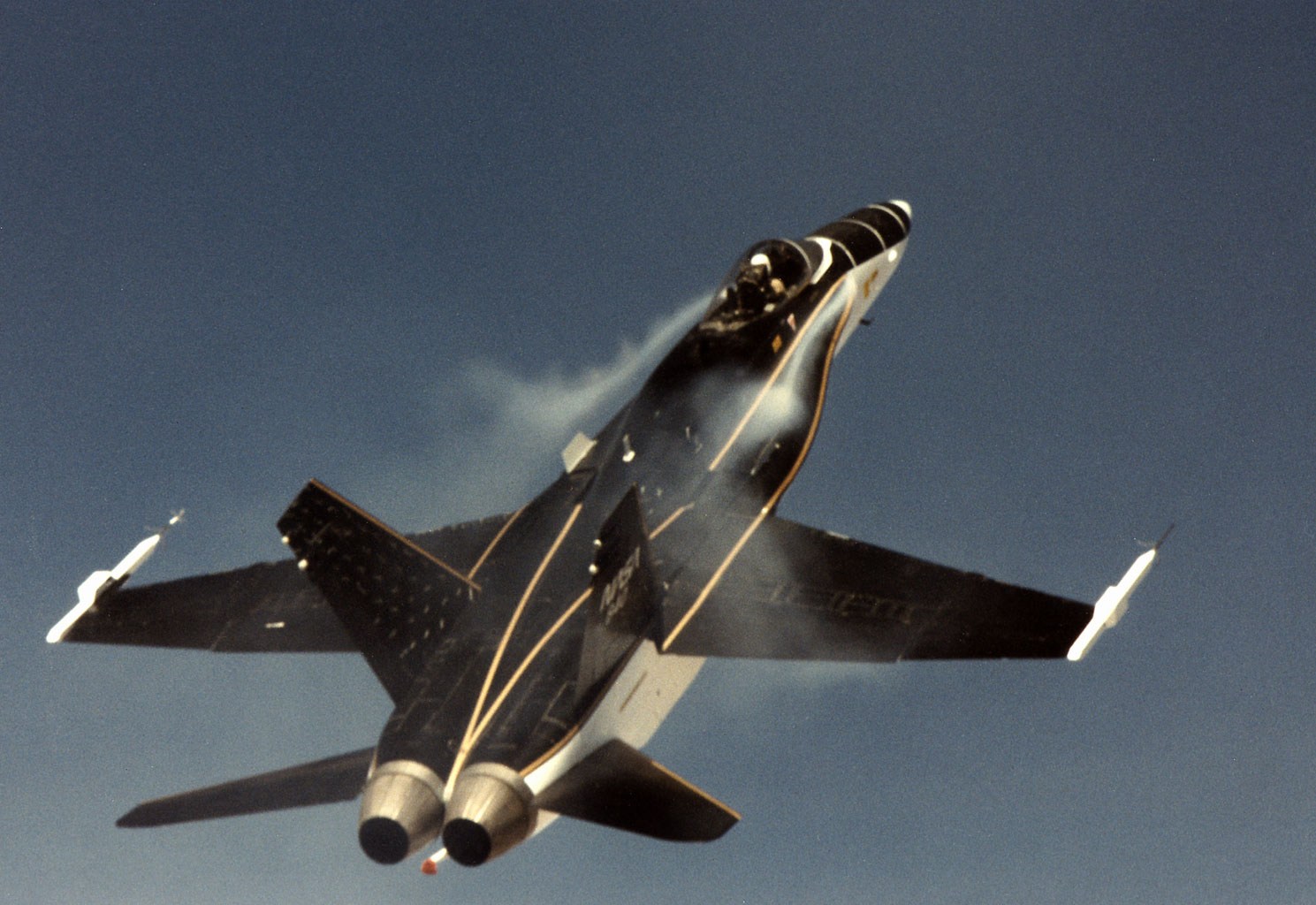
一架F/A-18的机翼边条翼在大攻角下产生的涡流

机翼边条翼（LERX）位于机翼和机身的衔接处，从机翼根部延申到机身前部，在大攻角时提升飞机的涡流升力，常见于战斗机。

## 引擎边条翼

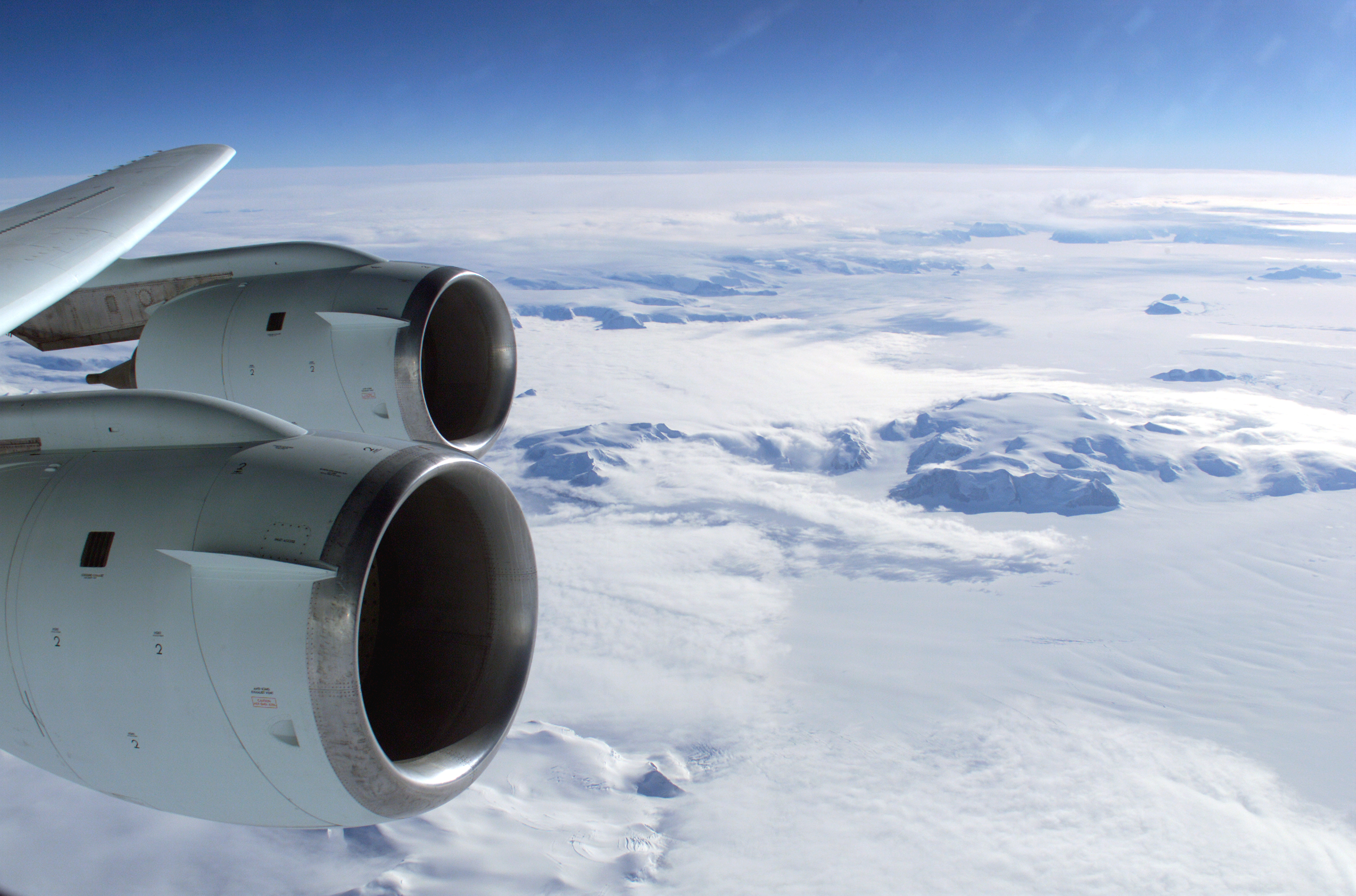
道格拉斯DC-8的每个CFM56引擎的外壳上，均安装了一个边条翼

在喷气式飞机的涡喷引擎上，常能见到一个或多个引擎边条翼，用来减少大攻角下机翼表面的涡流，以减少大攻角时气动对机翼升力的影响。

## 机腹边条翼

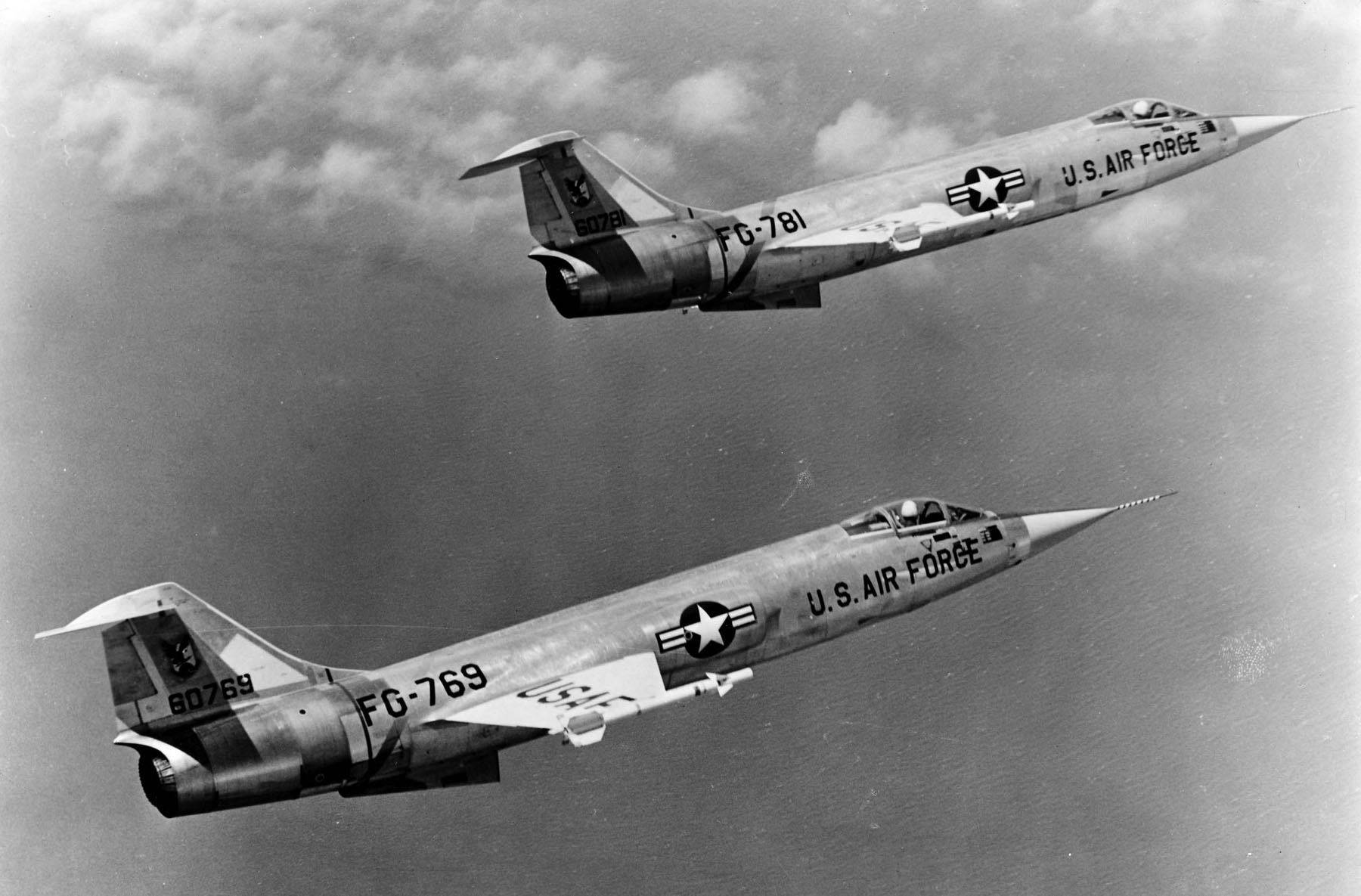
两架早期的F-104A星式战斗机，机腹下均有一副边条翼

一部分飞机例如F-104星式战斗机，在其机腹下放设计有一个到两个机腹边条翼，以产生涡流。

## 机尾边条翼

庞巴迪公司Learjet 60机尾下方有一对边条翼

部分飞机在其机尾或尾翼下方安装有一对边条翼，以增加大攻角下的稳定性，例如前进商务飞机，Learjet客机以及比奇1900支线客机等。